# Minla
A Minla a madarak osztályának verébalakúak (Passeriformes) rendjébe és a  Leiothrichidae családjába tartozó nem.

## Rendszerezésük
A nemet Brian Houghton Hodgson írta le 1837-ben, az ide tartozó fajok besorolása vitatott:
- kékfarkú minla (Minla cyanouroptera[2] vagy Siva cyanouroptera)[1]
- rőtfarkú minla (Minla ignotincta)[1][2]
- barnafarkú minla (Minla strigula[2] vagy Chrysominla strigula)[1]
- Minla annectans[1] vagy Heterophasia annectens[2]

## Előfordulásuk
Dél- és Délkelet-Ázsiában honosak. A természetes élőhelyük a szubtrópusi vagy trópusi esőerdők és magaslati cserjések.

## Megjelenésük
Testhossza 13–18,5 centiméter közötti.

## Életmódjuk
Rovarokkal, bogyókkal és magvakkal táplálkoznak.